# Better Off Dead
Better Off Dead četvrti je studijski album njemačkog thrash metal sastava Sodom. Album je objavljen 1. listopada 1990. godine, a objavile su ga diskografske kuće Steamhammer/SPV.

## Popis pjesama
Glazba: Chris Witchhunter, Michael Hoffman i Tom Angelripper.
| 1. | »An Eye for an Eye«                    | 4:25 |
| 2. | »Shellfire Defense«                    | 4:22 |
| 3. | »The Saw Is the Law«                   | 4:12 |
| 4. | »Turn Your Head Around« (obrada Tanka) | 3:23 |
| 5. | »Capture the Flag«                     | 6:08 |

| Strana B | Strana B              | Strana B | Strana B | Strana B | Strana B | Strana B | Strana B | Strana B | Strana B |
| Br.      | Skladba               | Trajanje |          |          |          |          |          |          |          |
| -------- | --------------------- | -------- | -------- | -------- | -------- | -------- | -------- | -------- | -------- |
| 6.       | »Bloodtrails«         | 4:45     |          |          |          |          |          |          |          |
| 7.       | »Never Healing Wound« | 2:26     |          |          |          |          |          |          |          |
| 8.       | »Better Off Dead«     | 3:44     |          |          |          |          |          |          |          |
| 9.       | »Resurrection«        | 4:50     |          |          |          |          |          |          |          |
| 10.      | »Stalinorgel«         | 4:42     |          |          |          |          |          |          |          |
| 42:57    |                       |          |          |          |          |          |          |          |          |

## Zasluge
Sodom
- Tom Angelripper – vokali, bas-gitara
- Michael Hoffman – gitara
- Chris Witchhunter – bubnjevi

Ostalo osoblje
- Angelo Plate – pomoćnik inženjera zvuka
- Thomas Pätsch – pomoćnik inženjera zvuka
- David Nash – pomoćnik inženjera zvuka
- Harris Johns – produciranje, miksanje
- Andreas Marschall – omot albuma